# Варпаховские
Варпаховские (пол. Warpachowski) — русский дворянский род.
Ведёт начало от поручика Станислава Варпаховского, вёрстанного за службу поместьем (1679). Яков Станиславович владел населённым имением (1699). 
Варпаховские внесены в VI часть родословных книг Смоленской и Могилевской губерний, но герольдия утвердила их в потомственном дворянстве по личным военным заслугам Антипа Осиповича Варпаховского (1791).

## Известные представители
- Варпаховская, Анна Леонидовна — актриса.
- Варпаховская, Екатерина Васильевна (? — 1914), составительница и издатель книг и альбома о государственной деятельности П. А. Столыпина.
- Варпаховский, Виктор Васильевич (1873—1917) — адвокат, отец режиссёра Леонида Варпаховского.
- Варпаховский, Леонид Викторович — режиссёр (1908—1976).
- Варпаховский, Николай Аркадьевич — зоолог (ихтиолог), (1862—1909).